# Moulainville
Moulainville é uma comuna francesa na região administrativa de Grande Leste, no departamento de Meuse. Estende-se por uma área de 11,15 km². Em 2010 a comuna tinha 125 habitantes (densidade: 11,2 hab./km²).